# البطولات الوطنية الأمريكية 1892 (كرة مضرب)
قائمة بالأبطال في 1892 البطولات الوطنية الأمريكية لكرة المضرب (المعروفة الآن باسم أمريكا المفتوحة):

## الكبار

### فردي رجال
أوليفر كامبل هزم  فريد هوفي 7-5 3-6 6-3 7-5

### فردي سيدات
مابيل كاهيل هزم  إيليزابيث مور 5-7, 6-3, 6-4, 4-6, 6-2